# Gia tộc Shibata
Gia tộc Shibata (新発田 (Tân Phát Điền)) là một gia tộc Nhật Bản đã tồn tại từ thời kỳ Heian (thế kỷ 12) của Nhật Bản. Gia tộc Shibata của tỉnh Echigo có liên quan mật thiết tới gia tộc Shibata của tỉnh Owari. Gia tộc Shibata của Echigo là hậu duệ của Sasaki Moritsuna, một người ủng hộ Minamoto no Yoritomo và là con trai của Sasaki Hideyoshi. Gia tộc Shibata sau đó trở thành thuộc hạ của gia tộc Nagao, do Uesugi Kenshin lãnh đạo. Sau sự kiện Shibata Shigeie qua đời vào năm 1587, gia tộc Shibata cố gắng thoát khỏi Uesugi. Sau đó, gia tộc của Echigo bị tuyệt diệt, không còn được thấy một lần nào nữa.